# Крупність

Кру́пність (рос. крупность, англ. size, нім. Größe f) — характеристика порції або проби корисної копалини, яка визначається за крайніми лінійними розмірами найбільшого та найменшого зерна матеріалу (клас крупності) або середнім діаметром зерен матеріалу.
ХАРАКТЕРИСТИКА КРУПНОСТІ СИПКОГО МАТЕРІАЛУ – криві, що графічно відображають гранулометричний склад сипкого матеріалу
(рис.).